# 神郷町
神郷町（しんごうちょう）は、かつて岡山県の北西部（阿哲郡）にあった町である。広島県および鳥取県と境を接していた。現在は合併により新見市となり、町役場は新見市役所神郷支局となっている。

## 地理
中国山地に位置し、山林で占められている。鳥取県境は冬には積雪が見られ、小規模ながらスキー場が点在する。町内の多くは石灰岩で形成され、笹尾鉱山などで石灰を産出している。北部には高瀬鉱山跡があり、昭和終期までクロムを産出していた。

## 沿革
- 1889年（明治22年）6月1日 - 町村制施行。下神代村・油野村が合併して哲多郡神代村発足。高瀬村・釜村と千屋村の一部が合併して哲多郡新郷村発足。
- 1900年（明治33年）4月1日 - 哲多郡が阿賀郡と合併したことにより、 阿哲郡神代村・新郷村となる。
- 1955年（昭和30年）5月1日 - 阿哲郡神代村・新郷村の2村が合併して町制を施行、神郷町となる。
- 2005年（平成17年）1月 - 神郷町総合センターが竣工。
- 2005年（平成17年）3月31日 - 新見市、阿哲郡大佐町・哲多町・哲西町との対等合併により新・新見市となる。

## 行政
- 神郷町役場（現・新見市役所神郷支局）
  - 新郷支所（現・新見市役所新郷市民センター）

2005年1月に庁舎・保健センター・生涯学習センターを統合した神郷町総合センターが竣工した。しかし同年3月31日に合併したため、新庁舎が町役場として使用されたのはわずか3ヶ月足らずであった。

## 教育
- 神郷町立神代小学校（現、新見市立神代小学校）

- 神郷町立新郷小学校（2005年4月に新見市立神郷北小学校新設に伴い廃校）
- 神郷町立高瀬小学校（2005年4月に新見市立神郷北小学校新設に伴い廃校）
- 神郷町立油野小学校（2007年に神代小学校へ統合）
- 神郷町立新郷中学校（2008年3月廃校）

- 神郷町立神郷中学校（後の新見市立神郷中学校。2016年4月に新見市立新見第一中学校へ統合により廃校。所在地は旧新見市域であるが町の中心地から一番近かった。）

## 交通

### 鉄道
- 西日本旅客鉄道（JR西日本）
  - 伯備線 ： 足立駅 - 新郷駅
  - 芸備線 ： 坂根駅
- 中心となる駅 ： 備中神代駅（所在地は旧新見市域であるが、神郷町役場の最寄りの駅である）

### 道路
- 町内を走る高速道路 ： 中国自動車道（神郷PA）
- 町内を走る一般国道 ： 国道182号
- 町内を走る県道
  - 岡山県道・鳥取県道8号新見日南線
  - 岡山県道・鳥取県道11号新見多里線
  - 岡山県道・広島県道12号足立東城線
  - 岡山県道109号高瀬油野線
  - 岡山県道316号岩熊一ノ原線
  - 岡山県道441号下神代哲多線

## 名所・旧跡・観光スポット・祭事・催事
- 高瀬川ダム湖
  - 高瀬湖畔オートキャンプ場
  - 神郷温泉
- 神郷カントリークラブ（ゴルフ場）
- 夢すき公園（日本一の親子孫水車）
- 三室峡（シャクナゲ自生地）